# 岡本舞子
岡本 舞子（おかもと まいこ、1970年〈昭和45年〉9月3日 - ）は、元・女優、歌手。東京都新宿区出身。西麻布にあった芸能事務所「フロムスクラッチ」に所属していた。血液型はO型。平尾昌晃ミュージックスクール東京本校出身。

## 来歴・人物
4歳の時、渋谷の街でスカウトされ子役モデルとして芸能界入り。小学5年の時『ママとあそぼう!ピンポンパン』の3人組ユニット「レディーバッグ」のメンバー「マイコ」として出演。
中学進学後、西城秀樹が司会を務めた土曜日朝の情報番組『モーニングサラダ』から、『サニーサイド7』、『うるとら7:00（セブンオクロック）』（日本テレビ系列）へ続く一連シリーズのマスコットを務める。
また、テレビアニメ『魔法の妖精ペルシャ』のテーマ曲「見知らぬ国のトリッパー」を歌うほか、声優としてもゲスト出演した。
飯田久彦プロデューサーに歌の才能を認められてスカウトされ、14歳中学3年の時、1985年4月25日にビクター音楽産業（現：JVCケンウッド・ビクターエンタテインメント）より「愛って林檎ですか」で正式にアイドル歌手としてレコードデビュー。キャッチフレーズは「今、 とっても JUICY AGE」。その年のビクターイチオシ新人で、数多くの新人賞レースにも参戦し、同年「第4回メガロポリス歌謡祭」優秀新人エメラルド賞、「新宿音楽祭」銀賞、「第15回銀座音楽祭」審査員特別賞、「全日本歌謡音楽祭」新人奨励賞、「第16回日本歌謡大賞」新人賞を受賞した。
その後はミュージカルへの出演など順調な芸能活動を続け、1987年には松竹映画『舞妓物語』でスクリーンデビューを果たす。しかし、同年秋に引退した。
現在は一児の母。

## 主な出演

### バラエティ番組
- ママとあそぼう!ピンポンパン（1981年 - 1982年、少女3人組ユニット「レディーバッグ」の一員として。CX)
- モーニングサラダ（NTV）
- サニーサイド7（NTV）
- うるとら7:00（セブンオクロック）（NTV）

### アニメ声優
- 魔法の妖精ペルシャ（プリンセスフェアリ役（第19話のみ）、NTV）

### ラジオ番組
- 岡本舞子のウキウキハッピー気分（東海ラジオ）[1]
- マコト・マイコのマッコトのってます[1] - 野々村真と共演。

### 映画
- 舞妓物語（1987年7月11日、松竹。撮影は1986年） - 主演・篠原友佳 役

### 舞台
- バャリースMUSICAL タッチ（1987年3月20日 - 4月11日、関東と関西で公演）- 新田由加 役
3月21日の日本青年館ホール公演には、高円宮憲仁親王・憲仁親王妃久子夫妻が観劇に訪れたことが報じられた[3]。

### CM
- ライオン菓子（旧社名・篠崎製菓） 「ライオネスコーヒーキャンディー」（1980年頃）
- 江崎グリコ 「キティランド」（1984年）
- 牛乳石鹸共進社 「ニュータイプ」（1986年）

## ディスコグラフィ
以下、タイトル右の人名は（作詞/作曲/編曲）を示す。

### シングル
- 見知らぬ国のトリッパー（1984年8月5日、KV-3057） - オリコン「TVマンガ・童謡部門」年間39位（1984年度）[4]、年間22位（1985年度）[5]
  1. 見知らぬ国のトリッパー（佐藤純子/馬飼野康二/馬飼野康二）
  2. ラブリードリーム（佐藤純子/馬飼野康二/馬飼野康二）
- 愛って林檎ですか（1985年4月25日、SV-9015） - オリコン最高位67位
  1. 愛って林檎ですか（阿久悠/山川恵津子/山川恵津子）
  2. 桜吹雪クライマックス（阿久悠/山川恵津子/山川恵津子）
- ファンレター（1985年8月1日、SV-9036） - オリコン最高位65位
  1. ファンレター（阿久悠/山川恵津子/山川恵津子）
  2. エデンの園（阿久悠/山川恵津子/山川恵津子）
- 11月のソフィア（1985年11月1日、SV-9075） - オリコン最高位45位
  1. 11月のソフィア（秋元康/鈴木キサブロー/山川恵津子）
  2. 冬が終わるまで（秋元康/久保田利伸/山川恵津子）
- 憶病なヴィーナス（1986年2月21日、SV-9104） - オリコン最高位91位
  1. 憶病なヴィーナス（尾崎亜美/尾崎亜美/今剛）
  2. 夜のアリア -Starlight Dreaming-（夏目純/尾崎亜美/今剛）
- ナツオの恋人ナツコ（1986年6月21日、SV-9138） - 最高位40位
  1. ナツオの恋人ナツコ（FUMIKO/和泉常寛/山川恵津子）
  2. ファッシネイション（松井五郎/山川恵津子/山川恵津子）
- さよならペガサス（1987年1月21日、SV-9205） - オリコン最高位108位
  1. さよならペガサス（川村真澄/石川恵樹/奥慶一） ※松竹映画配給「舞妓物語」主題歌
  2. 素敵なフラッパー（川村真澄/中崎英也/奥慶一）

### アルバム

#### オリジナルアルバム
- ハートの扉
（1985年10月5日、LP:SJX-30275/CT:VCH-10304。
vividsound再発盤：2002年12月1日、CD:VSCD-3719。
Tower To The People再発盤：2017年12月20日、CD:NCS-10175） - オリコン最高位65位
  1. ハートの扉（秋元康/山川恵津子/山川恵津子）
  2. 桜吹雪クライマックス（阿久悠/山川恵津子/山川恵津子）
  3. ロマンスしたい（秋元康/山川恵津子/山川恵津子）
  4. LOVE IS EASY（阿久悠/山川恵津子/山川恵津子）
  5. 愛って林檎ですか（阿久悠/山川恵津子/山川恵津子）
  6. 恋にエトセトラ（秋元康/山川恵津子/山川恵津子）
  7. ファンレター（阿久悠/山川恵津子/山川恵津子）
  8. もしもし（阿久悠/山川恵津子/山川恵津子）
  9. SNOW BIRD（佐藤純子/山川恵津子/山川恵津子）
  10. ロマンティックがもの足りない（阿久悠/山川恵津子/山川恵津子）

- ファッシネイション
（1986年7月21日、LP:SJX-30303/CT:VCH-10352/CD:VDR-1251。
vividsound再発盤：2003年4月15日、CD:VSCD-3728。
Tower To The People再発盤：2017年12月20日、CD:NCS-10176。
アナログ再発盤：2021年11月3日、LP:NJS-754） - オリコン最高位83位
  1. L.A. LOVER（松井五郎/久保田利伸・羽田一郎/山川恵津子）
  2. ファッシネイション（松井五郎/山川恵津子/山川恵津子）
  3. 蒼いサマータイム（松井五郎/山川恵津子/山川恵津子）
  4. ストレンジャーの夜（松井五郎/山川恵津子/山川恵津子）
  5. バラと拳銃（松井五郎/山川恵津子/山川恵津子）
  6. 憶病なヴィーナス（尾崎亜美/尾崎亜美/今剛）
  7. ナツオの恋人ナツコ（FUMIKO/和泉常寛/山川恵津子）
  8. 無防備なあいつ（尾崎亜美/尾崎亜美/今剛）
  9. 100What ☆ ?! Girl（夏目純/尾崎亜美/今剛）
  10. 11月のソフィア（秋元康/鈴木キサブロー/山川恵津子）
  11. 夜のアリア -Starlight Dreaming-（夏目純/尾崎亜美/今剛） - CDのみ収録

#### ベストアルバム
- 岡本舞子コレクション
（2004年2月21日、CD:VICL-61323/CD:VICL-63963。
期間限定再発盤：2012年11月21日）
  1. 見知らぬ国のトリッパー（佐藤純子/馬飼野康二/馬飼野康二）
  2. ラブリードリーム（佐藤純子/馬飼野康二/馬飼野康二）
  3. 愛って林檎ですか（阿久悠/山川恵津子/山川恵津子）
  4. 桜吹雪クライマックス（阿久悠/山川恵津子/山川恵津子）
  5. ファンレター（阿久悠/山川恵津子/山川恵津子）
  6. エデンの園（阿久悠/山川恵津子/山川恵津子）
  7. 11月のソフィア（秋元康/鈴木キサブロー/山川恵津子）
  8. 冬が終わるまで（秋元康/久保田利伸/山川恵津子）
  9. 憶病なヴィーナス（尾崎亜美/尾崎亜美/今剛）
  10. 夜のアリア -Starlight Dreaming-（夏目純/尾崎亜美/今剛）
  11. ナツオの恋人ナツコ（FUMIKO/和泉常寛/山川恵津子）
  12. ファッシネイション（松井五郎/山川恵津子/山川恵津子）
  13. さよならペガサス（川村真澄/石川恵樹/奥慶一） - 主演映画『舞妓物語』主題歌
  14. 素敵なフラッパー（川村真澄/中崎英也/奥慶一）
  15. ハートの扉（秋元康/山川恵津子/山川恵津子）
  16. ロマンスしたい（秋元康/山川恵津子/山川恵津子）
  17. 恋にエトセトラ（秋元康/山川恵津子/山川恵津子）
  18. ロマンチックがもの足りない（阿久悠/山川恵津子/山川恵津子）

## 写真集
- 『岡本舞子 : 裸足にkiss…』近代映画社、1986年7月1日。